# Katarina Johnson-Thompson
Katarina Johnson-Thompson (ur. 9 stycznia 1993 w Liverpoolu) – brytyjska lekkoatletka specjalizująca się w wielobojach.
Złota medalistka mistrzostw świata juniorów młodszych z 2009. W tym samym sezonie była ósma na mistrzostwach Europy juniorów. Dwa lata później w Tallinnie była szósta podczas kolejnych juniorskich mistrzostw Europy. W 2012 została mistrzynią świata juniorek w skoku w dal. Młodzieżowa mistrzyni Europy w rywalizacji siedmioboistek (2013). W marcu 2014, startując w skoku w dal, sięgnęła po srebrny medal halowych mistrzostw świata w Sopocie. Szósta wieloboistka igrzysk olimpijskich w Rio de Janeiro (2016). Rok później w Londynie podczas mistrzostw świata zajęła piąte miejsca w skoku w dal oraz siedmioboju.
Medalistka mistrzostw Wielkiej Brytanii i wielokrotna reprezentantka kraju w meczach międzypaństwowych.
W 2012 zajęła drugie miejsce w plebiscycie na wschodzącą gwiazdą europejskiej lekkoatletyki organizowanym przez European Athletics.
Rekordy życiowe: pięciobój (hala) – 5000 pkt. (6 marca 2015, Praga) rekord Wielkiej Brytanii, 5. wynik w historii światowej lekkoatletyki; siedmiobój – 6981 pkt. (3 października 2019, Doha) rekord Wielkiej Brytanii, 6. wynik w historii światowej lekkoatletyki, skok w dal (stadion) – 6,92 (11 lipca 2014, Glasgow); skok w dal (hala) – 6,93 (21 lutego 2015, Birmingham) rekord Wielkiej Brytanii; skok wzwyż (stadion) – 1,98 (12 sierpnia 2016, Rio de Janeiro) rekord Wielkiej Brytanii; skok wzwyż (hala) – 1,97 (14 lutego 2015, Sheffield) rekord Wielkiej Brytanii.

## Osiągnięcia
| Rok  | Impreza                               | Miejsce        | Konkurencja                     | Lokata      | Wynik     | Reprezentacja |
| ---- | ------------------------------------- | -------------- | ------------------------------- | ----------- | --------- | ------------- |
| 2009 | Mistrzostwa świata juniorów młodszych | Bressanone     | siedmiobój                      | 1. miejsce  | 5750 pkt. | GBR           |
| 2009 | Mistrzostwa Europy juniorów           | Nowy Sad       | siedmiobój                      | 8. miejsce  | 5375 pkt. | GBR           |
| 2011 | Mistrzostwa Europy juniorów           | Tallinn        | siedmiobój                      | 6. miejsce  | 5787 pkt. | GBR           |
| 2012 | Mistrzostwa świata juniorów           | Barcelona      | skok w dal                      | 1. miejsce  | 6,81w     | GBR           |
| 2012 | Mistrzostwa świata juniorów           | Barcelona      | bieg na 100 metrów przez płotki | półfinał    | 13,94     | GBR           |
| 2012 | Igrzyska olimpijskie                  | Londyn         | siedmiobój                      | 14. miejsce | 6267 pkt. | GBR           |
| 2013 | Młodzieżowe mistrzostwa Europy        | Tampere        | siedmiobój                      | 1. miejsce  | 6215 pkt. | GBR           |
| 2013 | Mistrzostwa świata                    | Moskwa         | siedmiobój                      | 5. miejsce  | 6449 pkt. | GBR           |
| 2014 | Halowe mistrzostwa świata             | Sopot          | skok w dal                      | 2. miejsce  | 6,81      | GBR           |
| 2015 | Halowe mistrzostwa Europy             | Praga          | pięciobój                       | 1. miejsce  | 5000 pkt. | GBR           |
| 2015 | Mistrzostwa świata                    | Pekin          | skok w dal                      | 11. miejsce | 6,63      | GBR           |
| 2015 | Mistrzostwa świata                    | Pekin          | siedmiobój                      | 28. miejsce | 5039 pkt. | GBR           |
| 2016 | Igrzyska olimpijskie                  | Rio de Janeiro | siedmiobój                      | 6. miejsce  | 6523 pkt. | GBR           |
| 2017 | Mistrzostwa świata                    | Londyn         | skok wzwyż                      | 5. miejsce  | 1,95      | GBR           |
| 2017 | Mistrzostwa świata                    | Londyn         | siedmiobój                      | 5. miejsce  | 6558 pkt. | GBR           |
| 2018 | Halowe mistrzostwa świata             | Birmingham     | pięciobój                       | 1. miejsce  | 4750 pkt. | GBR           |
| 2018 | Igrzyska Wspólnoty Narodów            | Gold Coast     | siedmiobój                      | 1. miejsce  | 6255 pkt. | ENG           |
| 2018 | Mistrzostwa Europy                    | Berlin         | siedmiobój                      | 2. miejsce  | 6759 pkt. | GBR           |
| 2019 | Halowe mistrzostwa Europy             | Glasgow        | pięciobój                       | 1. miejsce  | 4983 pkt. | GBR           |
| 2019 | Mistrzostwa świata                    | Doha           | siedmiobój                      | 1. miejsce  | 6981 pkt. | GBR           |
| 2021 | Igrzyska olimpijskie                  | Tokio          | siedmiobój                      | –           | DNF       | GBR           |
| 2022 | Halowe mistrzostwa świata             | Belgrad        | pięciobój                       | –           | DNF       | GBR           |
| 2022 | Mistrzostwa świata                    | Eugene         | siedmiobój                      | 8. miejsce  | 6222 pkt. | GBR           |
| 2022 | Igrzyska Wspólnoty Narodów            | Birmingham     | siedmiobój                      | 1. miejsce  | 6377 pkt. | ENG           |
| 2023 | Mistrzostwa świata                    | Budapeszt      | siedmiobój                      | 1. miejsce  | 6740 pkt. | GBR           |
| 2024 | Mistrzostwa Europy                    | Rzym           | siedmiobój                      | –           | DNF       | GBR           |
| 2024 | Igrzyska olimpijskie                  | Paryż          | siedmiobój                      | 2. miejsce  | 6844 pkt. | GBR           |